# La Torre (Granera)

La Torre, respecte del poble i terme de Granera

La Torre és una masia del terme municipal de Granera, a la comarca catalana del Moianès. Pertany a la parròquia de Sant Martí de Granera.
Està situada a 790,8 metres d'altitud a prop i al sud del Barri del Castell, als peus del Turó de la Torre, en el seu vessant sud-oriental. Queda just al nord-oest de la capella de Santa Cecília de Granera.
S'hi accedeix per un camí de 200 metres que arrenca cap a migdia de l'extrem sud del Barri del Castell, el principal nucli de Granera.